# Ferrari F2000
O  F1-2000  é o modelo da Ferrari da temporada de 2000 da Fórmula 1. Condutores: Michael Schumacher e Rubens Barrichello, vencendo com o primeiro nove corridas e o segundo uma.
Com ele, Schumacher consagrou-se tricampeão de pilotos em 2000 e a Ferrari superou um jejum de 21 anos sem títulos de pilotos. A equipe foi ainda campeã de construtores, repetindo o feito de 1999. É discutível se foi o melhor carro da temporada. O MP4-15 da McLaren aparentava ser mais rápido, porém era menos confiável. Alega-se, ainda, que naquele ano Schumacher pilotou mais que os rivais da equipe inglesa.

## Resultados[5]
(legenda) (em negrito indica pole position e itálico volta mais rápida)
| Ano  | Chassi  | Motor           | Pneus | N° | Pilotos             | 1   | 2   | 3   | 4   | 5   | 6   | 7   | 8   | 9   | 10  | 11  | 12  | 13  | 14  | 15  | 16  | 17  | Pontos | Posição |  |
| ---- | ------- | --------------- | ----- | -- | ------------------- | --- | --- | --- | --- | --- | --- | --- | --- | --- | --- | --- | --- | --- | --- | --- | --- | --- | ------ | ------- |  |
|      |         |                 |       |    |                     |     |     |     |     |     |     |     |     |     |     |     |     |     |     |     |     |     |        |         |  |
|      |         |                 |       |    |                     | AUS | BRA | SMR | GBR | SPA | EUR | MON | CAN | FRA | AUT | GER | HUN | BEL | ITA | USA | JPN | MYS |        |         |  |
| 2000 | F1-2000 | Ferrari 049 V10 | B     | 3  | Michael Schumacher* | 1   | 1   | 1   | 3   | 5   | 1   | Ret | 1   | Ret | Ret | Ret | 2   | 2   | 1   | 1   | 1*  | 1   | 170*   | 1°      |  |
| 2000 | F1-2000 | Ferrari 049 V10 | B     | 4  | Rubens Barrichello  | 2   | Ret | 4   | Ret | 3   | 4   | 2   | 2   | 3   | 3   | 1   | 4   | Ret | Ret | 2   | 4   | 3   | 170*   | 1°      |  |

* Campeão da temporada.